# Boletina edwardsi
Boletina edwardsi är en tvåvingeart som beskrevs av Chandler 1992. Boletina edwardsi ingår i släktet Boletina och familjen svampmyggor. Arten är reproducerande i Sverige. Inga underarter finns listade i Catalogue of Life.